# Eumelea feliciata
Eumelea feliciata är en fjärilsart som beskrevs av Achille Guenée 1858. Eumelea feliciata ingår i släktet Eumelea och familjen mätare. Inga underarter finns listade i Catalogue of Life.